# 左經
左經（1468年—1528年），字載道，陕西西安府耀州人，民籍，明朝政治人物。

## 生平
弘治五年（1492年）壬子科陕西鄉試第二十三名舉人。弘治十二年（1499年）中式己未科會試第二百十九名，三甲第一百十一五名進士。初知永年县，调太康，以忧去，后补屯留，以忤太监刘瑾谪武进教谕。久之，劉瑾以其任屯留时，有逋赋，责罪米二百石输常州仓。瑾诛，陞知汶上县，以守城功升順天府推官，升大理寺右寺副，正德十年（1515年）十一月升山西按察司佥事。以忧去，服除，补湖广佥事。卒年六十一。

## 家族
曾祖左士謙；祖左春；父左琎。母韋氏；继母楊氏。具庆下。弟左綸。